# Une histoire simple
Une histoire simple is een Franse film van Claude Sautet die werd uitgebracht in 1978.

## Verhaal
Marie is een veertigjarige gescheiden vrouw die moeder is van een adolescent. Ze heeft een relatie met Serge. Wanneer ze in verwachting is van het kind van Serge besluit ze abortus te plegen. Ze begint heel haar leven in vraag te stellen en wil breken met Serge. Tegelijkertijd krijgt ze meer oog voor de problemen waarmee haar vrienden af te rekenen hebben. 
Op een dag komt ze Georges, haar ex-man, tegen en voelt zich opnieuw naar hem toegroeien.

## Rolverdeling
| Acteur                 | Personage                    |
| ---------------------- | ---------------------------- |
| Romy Schneider         | Marie                        |
| Bruno Cremer           | Georges                      |
| Claude Brasseur        | Serge                        |
| Arlette Bonnard        | Gabrielle                    |
| Roger Pigaut           | Jérôme                       |
| Sophie Daumier         | Esther                       |
| Eva Darlan             | Anna                         |
| Francine Bergé         | Francine                     |
| Madeleine Robinson     | de moeder van Marie          |
| Jacques Sereys         | Charles                      |
| Nadine Alari           | de arts                      |
| Michel Debost          | Michel, de broer van Georges |
| Jean Deschamps         | meneer Chenal                |
| Pierre Forget          | de syndicale afgevaardigde   |
| Patricia Francis       | de kassierster               |
| Jean-François Garreaud | Christian                    |
| Xavier Gélin           | Denisold                     |